# Turcolana cariae
Turcolana cariae är en kräftdjursart som beskrevs av Roberto Argano och Giuseppe L. Pesce 1980. Turcolana cariae ingår i släktet Turcolana och familjen Cirolanidae. Inga underarter finns listade i Catalogue of Life.